# David Ortega (baloncestista)
David Ortega Díez (nacido el 29 de abril de 1984 en Valladolid, España) es un jugador de baloncesto que pertenece a la plantilla del Cuéllar Muebles Carlos Pastor B.T..

## Trayectoria deportiva

### Clubs
- Categoría Inferiores Fórum Valladolid
- 2002-03: EBA Ciudad de Palencia (cedido por Fórum Valladolid)
- 2003-04: EBA Ciudad de Palencia
- 2004-05: EBA Telenord s´Arenal
- 2005-06: EBA AD Mérida
- 2006-07: EBA Hartizza Almendralejo
- 2007-08: LEB Bronce Mérida Patrimonio de la Humanidad
- 2008-09: LEB Plata Gijón Baloncesto
- 2009-10: ACB CB Valladolid
- 2010-11: LEB Plata CB Tíjola
- 2011-12: LEB Plata Oviedo Club Baloncesto
- 2012-13: LEB Plata Amics del Bàsquet Castelló
- 2013-14: NM2 Union Pontoise-Andrézieux Basket
- 2015-2017: Club Baloncesto Ciudad de Valladolid
- 2017-Actualmente :  Cuéllar Muebles Carlos Pastor B.T.

### Palmarés
- Campeón de la Liga de Verano ACB-Fuenlabrada 2003 con Fórum Valladolid
- Campeón de España con Fundación Fórum Junior, temporada 2001-02
- Campeón de Castilla y León con Fórum Valladolid Junior, temporadas 2000-01 y 2001-02
- Campeón de Castilla y León con Fórum Valladolid Cadete, temporada 1999-00
- Campeón de Castilla y León con Fórum Valladolid Infantil, temporada 1997-98
- Máximo Reboteador del Campeonato de España Autonómico de Huesca 2000 con la Selección de Castilla y León Cadete
- Máximo Reboteador con Fórum Valladolid Júnior del Campeonato de España de Valladolid 2001[1]